# Frank MacKey
Frank Jay MacKey (født 20. marts 1852, død 24. februar 1927) var en amerikansk forretningsmand og polospiller, som deltog i OL 1900 i Paris.

## Sportskarriere
MacKey var egentlig forretningsmand, men dyrkede polo som hobby, og hans forretninger gjorde det muligt for ham at udvikle sit spil, så han blev en glimrende polospiller, der vandt flere turneringer, særligt i Europa.
I forbindelse med OL 1900 i Paris blev der afholdt flere poloturneringer, og det har været vanskeligt at afgøre, hvilken af disse der var en del af OL. Den officielle turnering lader dog til at være afholdt 28. maj til 2. juni og havde deltagelse af fem hold: to franske, to britiske og et blandet hold bestående af fire mexicanere og en amerikaner. Nationaliteterne betød tilsyneladende ikke så meget, for også på de britiske og franske hold var der spillere fra andre nationer, og en enkelt spiller skiftede hold undervejs. MacKey spilledes således på det britiske hold Foxhunters Hurlingham sammen med en anden amerikaner, Foxhall Keene samt ireren Denis Daly og briterne John Beresford og Toby Rawlinson. Foxhunters indledte med at besejre det franske hold Compiègne Polo Club 10-0, og mødte derpå i semifinalen Polo Club de Paris, som de besejrede 6-4. I den anden semifinale vandt BLO Polo Club over det blandede nordamerikanske hold med 8-0, og finalen stod derpå mellem de to britiske hold. Her vandt Foxhunters 3-1 over BLO og blev dermed olympiske mestre. MacKey deltog desuden i to af de uofficielle turneringer og var også her på de vindende hold.

## Anden karriere
Frank MacKeys far, Joe, var advokat og bankmand og grundlagde Reedsburg Bank i Wisconsin, hvor sønnen indledningsvis arbejdede efter som sin far at have taget jurauddannelsen. Han havde dog ambitioner på egen hånd og tog til Californien for at gøre sin lykke. Det blev dog ikke nogen succes, og han vendte ruineret hjem for at genoptage arbejdet i banken. Da familien senere flyttede til Minneapolis, blev Frank MacKey involveret i nogle forretninger, både i USA, Mexico og England, som var anderledes indbringende og gjorde ham snart til millionær.
I Minneapolis stod han bag opførelsen af Leamington Hotel, der skulle blive en af de fineste hoteller i landet. Hotellet var opkaldt efter byen Leamington i Warwickshire i England, hvor Frank MacKey holdt sommerferie i mange år.
Da han blev alvorligt syg, valgte han at tage sit eget liv på sit hotel. Inden dette havde han testamenteret hele sin formue til sin sidste hustru, Olga, der var næsten fyrre år yngre end ham; hun giftede sig efterfølgende igen og fik en søn, Fons de Portago, som blandt andet blev bobslædekører og deltog i vinter-OL 1956 for Spanien i denne disciplin.